# Moulouya
Der Moulouya (auch Wadi al-Muluyah und Mulwija genannt; arabisch نهر ملوية, DMG Nahr Mulwīya) ist ein 520 km langer Fluss im nordafrikanischen Marokko. Er ist der größte Fluss an der Mittelmeerküste Marokkos.

## Verlauf
Der Oued Moulouya bildet sich aus mehreren Quellflüssen im geographischen Zentrum Nordmarokkos im Gebiet des Zusammentreffens von Mittlerem Atlas und Hohem Atlas bei der Ortschaft Tounfite südwestlich der Kleinstadt Boumia in einer Höhe von ca. 1800 m. Während seines Verlaufs trennt er größtenteils die Gebirgskette des Mittleren Atlas im Westen von dem Hochland der Schotts und der Gebirgskette Tellatlas im Osten. Nach seinem überwiegend nordostwärts gerichteten Verlauf mündet er etwa 300 km ostsüdöstlich der Straße von Gibraltar und 13 km westlich der Grenze zu Algerien, zwischen den Küstenstädten Ras el Ma (Ras Kebdana) im Nordwesten und Saidia im Südosten in das westliche Mittelmeer.

## Hydrometrie
Die Durchflussmenge des Flusses wurde 31 Jahre lang (1957–1988) am Pegel Dar el Caid, 127 km oberhalb der Mündung in m³/s gemessen.
- Diagrammdaten:
- Definition |
- Rohdaten |
- Hilfe

## Geschichte
In der Antike bildete er unter den Namen Mulucha bzw. Malva den Grenzfluss zwischen den römischen Provinzen Mauretania Tingitana und Mauretania Caesariensis; diese Grenze blieb bis ins Jahr 1830 bestehen und wurde erst von den Franzosen ca. 25 km nach Osten verschoben. In der Zeit der Rif-Republik (1921–1926) bildete der Moulouya deren östliche Grenze, wobei zu Marokko gehörende Städte wie Oujda und Saidia ausgeklammert wurden und auch während der spanischen Protektoratszeit unter französischer Kontrolle blieben.

## Naturschutzgebiet
Das ungefähr 2700 Hektar große Mündungsgebiet des Moulouya ist ein Vogelschutzgebiet, das aber durch Eintrag von Chemikalien aus Landwirtschaft, Industrie und privaten Haushalten in seinem Fortbestand bedroht ist.